# アンナ・ステン
アンナ・ステン（Anna Sten、ウクライナ語：А́нна Стен、1908年12月3日 - 1993年11月12日）は、ロシア帝国時代のウクライナ・キエフ出身のアメリカ合衆国の女優。

## 出演作品
- 帽子箱を持った少女 Девушка с коробкой (1927)
- カラマゾフの兄弟（グルシェンカ） Der Mörder Dimitri Karamasoff (1931)
- 泣き笑ひの人生 Salto Mortale (1931)
- 狂乱のモンテカルロ Bomben auf Monte Carlo (1931)
- 激情の嵐 Stürme der Leidenschaft (1932)
- 女優ナナ Nana (1934)
- 復活 We Live Again (1934)
- 結婚の夜 The Wedding Night (1935)
- 私が結婚した男 The Man I Married (1940)
- キッスタイム Let's Live a Little (1948)
- 一攫千金を夢見る男 Soldier of Fortune (1955)